# Sophie Winkleman
Sophie Lara Winkleman (Londres, 5 de agosto de 1980) é uma atriz inglesa conhecida por participações em séries como Peep Show, Titanic e Two and a Half Men. Desde 2009, ela é casada com Lord Frederik Windsor, o filho do príncipe Miguel de Kent (um primo da rainha Isabel II do Reino Unido), pelo que formalmente é chamada pelo título de Lady Frederik Windsor no Reino Unido e internacionalmente.

## Biografia
Sophie nasceu na região de Primrose Hill, localizada no norte de Região de Londres na Inglaterra. O seu pai, Barry Winkleman, publicou o famoso livro The Times Atlas of World History, e a sua mãe é a autora de livros infantis Cindy Black. Sophie frequentou a escola privada exclusivamente feminina City of London School of Girls e, mais tarde, entrou na Trinity Hall da Universidade de Cambridge, onde completou um curso de Literatura Inglesa. Enquanto era estudante em Cambridge, Sophie juntou-se ao famoso grupo de teatro amador Footlights, onde escreveu e interpretou a revista Far Too Happy, uma produção que foi apresentada por todo o Reino Unido e que foi nomeada para um prémio Perrier no Festival Fringe em Edimburgo. Para além dos Footlights, Sophie participou em várias peças estudantis em Cambridge. Sophie fez ainda parte do National Youth Theatre e é cantora soprano.

## Carreira de atriz
Sophie iniciou a sua carreira como atriz com participações em séries de comédia britânicas, entre elas, Peep Show, Harry & Paul, The Trial of Tony Blair, Plus One, Death in Paradise e Walking the Dead, pelo qual foi nomeada para o prémio de Melhor Ator em Ascensão pela BBC. Participou também em séries dramáticas como White Teeth, Poirot, The Palace, Robin Hood e Titanic. Nos Estados Unidos, foi uma das protagonistas da sitcom 100 Questions da NBC e teve o papel recorrente de Zoey, a namorada da personagem de Ashton Kutcher na 9ª, 10ª e 12ª temporadas da série Two and a Half Men.
No cinema, interpretou a versão adulta da personagem Susan em The Chronicles of Narnia: The Lion, the Witch and the Wardrobe e foi protagonistas dos filmes Shattered e Love Live Long , ambos escritos e realizados por Mike Figgis.

## Noivado e casamento
Em 14 de fevereiro de 2009, Sophie ficou noiva de Lord Frederick Windsor, filho do príncipe britânico Miguel de Kent, membro da família real britânica. Para o noivado e posterior casamento, o casal teve de pedir a "autorização" da rainha reinante Isabel II do Reino Unido para poder casar, em conformidade com o "Royal Marriages Act de 1772" do Reino Unido, em vigor até então para os membros da família real britânica. Se esse pedido não fosse feito, o Frederick, perderia o seu lugar na linha de sucessão ao trono britânico, assim como os seus futuros filhos e filhas.
No dia 12 de setembro de 2009, aconteceu cerimônia de casamento realizada no Castelo Hampton Court, localizado na cidade de Londres. Através do casamento, Sophie passou a chamar-se formalmente Lady Frederick Windsor, mas continua a usar o seu nome de solteira profissionalmente.

### Maternidade
Em 15 de agosto de 2013, Sophie e o seu marido Lord Frederick Windsor, tiveram juntos a sua primeira filha: a Maud Elizabeth Daphne Marina Windsor, que nasceu no Ronald Reagan UCLA Medical Center na cidade de Los Angeles nos Estados Unidos; ela é a primeira neta de Miguel de Kent. Maud recebeu o seu nome em honra de duas princesas inglesas: a princesa Maud de Gales e da sobrinha, a princesa Matilde de Fife; da rainha Isabel II; da avó da mãe, Daphne; e da avó do pai, a princesa Marina, Duquesa de Kent. Maud foi batizada no Palácio de St. James em dezembro de 2013 e uma das madrinhas de batismo de Maud, é a princesa Eugênia do Reino Unido, uma prima de seu pai.
A segunda filha do casal, Isabella Alexandra May Windsor, nasceu em 16 de janeiro de 2016 no Chelsea and Westminster Hospital, localizado em Chelsea na cidade de Londres.

## Filmografia
- 2002: Ultimate Force como Esposa de Bank (1 episódio)
- 2002: White Teeth como Joely
- 2002: Waking the Dead como Joanna Gold/Clara Gold (1 episódio)
- 2003: Chasing Alice como Desconhecida
- 2003: Keen Eddie como Prudence (1 episódio)
- 2003: Agatha Christie's Poirot como Angela Warren (1 episódio)
- 2004: Suzie Gold como Debbie Levine
- 2004: AD/BC: A Rock Opera como Wise Man
- 2005: The Chronicles of Narnia: The Lion, the Witch and the Wardrobe como Susan
- 2005: Peep Show como Big Suze (9 episódios)
- 2006: Lewis como Regan Peverill
- 2006: Dalziel and Pascoe como Alice Shadwell (2 episódios)
- 2007: The Trial of Tony Blair como Fiona
- 2007: Shattered como Natalie Encore
- 2007–2008: Ruddy Hell! It's Harry and Paul como various roles/characters (7 episódios)
- 2008: The Palace como Princess Eleanor (8 episódios)
- 2008: Love Live Long como Rachel
- 2008: Seared como Stranger
- 2009: Plus One como Abby Ross (1 episódio)
- 2009: Kingdom como Kate (1 episódio)
- 2009: Red Dwarf: Back to Earth como Katerina (2 episódios)
- 2009: Red Dwarf: The Making of Back to Earth como Ela mesma
- 2009: Robin Hood como Ghislaine (1 episódio)
- 2010: 100 Questions como Charlotte Payne (6 episódios)
- 2011: Lead Balloon
- 2011: CSI: Miami como Sharon Kirby (1 episódio)
- 2011-2015: Two and a Half Men como Zoey
- 2011: Death in Paradise como Mrs Hamilton (1 episódio)
- 2012: Titanic como Dorothy Gibson
- 2015: Hot in Cleveland como Jill Scroggs (1 episódio)
- 2016: Milo Murphy's Law como Time Ape
- 2018: Trust como Margot
- 2019: Endeavour como Isobel Humbolt
- 2019: Sanditon como Lady Susan Worcester
- 2020: Strike: Lethal White como Kinvara Chiswell
- 2022: This is Going to Hurt como Kathleen